# Класа (програмирање)
У објектно-оријентисаном програмирању, класа је проширив програмски шаблон за креирање објеката, обезбеђује почетне вредности за променљиве чланице-класе и имплементације понашања (функције чланица или метода). У многим језицима, име класе се користи као име за класу (сам шаблон), име за подразумевани конструктор класе (потпрограм који креира објекте) и као тип објеката генерисаних инстанцирањем класе; ови различити концепти се лако спајају.
Када конструктора класе створи објекат, добијени објекат се зове инстанца класе, а променљиве чланице специфичне за тај објекат се називају променљиве инстанце, да би се разликовале од променљивих класе које се деле у класи.
У неким програмским језицима, класе су само функције компајлирања (нове класе не могу бити декларисане за време извршавања), док су на другим језицима објекти прве класе и генерално сами објекти (обично типа Class или слично) У овим језицима, класе које креирају класе се називају метакласе.